# Jud Larson
Jud Larson (n. 21 ianuarie 1923 – d. 11 iunie 1966) a fost un pilot de curse auto american care a evoluat în Campionatul Mondial de Formula 1 între anii 1958 și 1959.
1. 1 2  Jud Larson, Find a Grave, accesat în 9 octombrie 2017